# João de Deus Sepúlveda

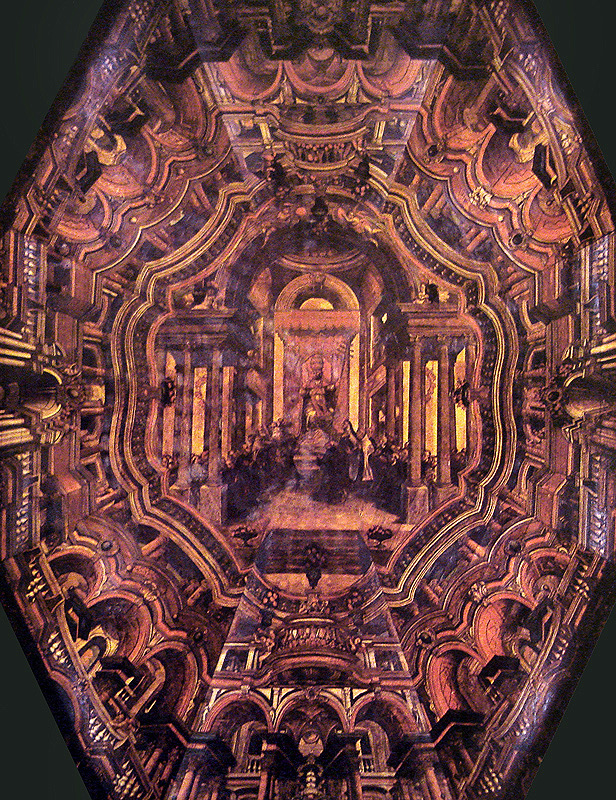
O célebre teto pintado de Sepúlveda na Concatedral São Pedro dos Clérigos, em Recife, mostrando São Pedro como pontífice

João de Deus Sepúlveda (Pernambuco, século XVIII) foi um pintor brasileiro.
Foi importante artista do Brasil colonial. Tem obras nas igrejas de Santa Teresa da Ordem Terceira do Carmo, São Pedro dos Clérigos e Nossa Senhora da Conceição dos Militares, todas no Recife.

## Biografia
De uma família de artistas, João de Deus Sepúlveda é o pintor pernambucano mais importante do Séc. XVIII. Deve ter nascido no primeiro terço do século, era também músico e parece ter seguido a carreira militar, pois é referido às vezes em documentos como “Tenente João de Deus Sepúlveda”. Sua obra mais antiga de que se tem notícia é a série de pinturas sobre a vida de Santa Teresa, na Igreja de Santa Teresa da Ordem Terceira de Nossa Senhora do Carmo em Recife, objeto de três contratos firmados entre o artista e a irmandade em 1760-61. Poucos anos depois, a 14 de junho de 1764, Sepúlveda firmou novo contrato, agora com a Mesa da Irmandade de São Pedro, para realizar a pintura do enorme forro da Igreja de São Pedro dos Clérigos, em Recife, trabalho esse ao qual se dedicou pelos próximos quatro anos, e que tem por tema São Pedro Abençoando o Mundo Católico.
A Sepúlveda é ainda atribuída a pintura do forro da Igreja de Nossa Senhora da Conceição dos Militares, em Recife, encomendada em 1781 pelo Governador José César de Menezes e representando a Batalha dos Guararapes. Trata-se de obra de qualidade excepcional, sobretudo pela vivacidade da cena evocada, a que não falta o detalhe da intervenção miraculosa da Virgem Maria em favor dos portugueses.